# SN 2010dc
SN 2010dc – supernowa typu Ib/c odkryta 22 maja 2010 roku w galaktyce IC4854. W momencie odkrycia miała maksymalną jasność 17,20m.